# قائمة الرموز الرسومية للتلامسات والمفاتيح ومفاتيح التلامسات والمرحلات لمخططات الدارات الكهربائية والإلكترونية
هذه قائمة للرموز الرسومية للتلامسات والمفاتيح ومفاتيح التلامسات والمرحلات لمخططات الدارات الكهربائية والإلكترونية (بالإنجليزية: List of Graphic Symbols for Contacts, Switches, Contactors, and Relays for electrical and electronics diagrams)، وهي جزء من معيار معهد مهندسي الكهرباء والإلكترونيات المُسمّى: «رموز رسومية للمخططات الإلكترونية والكهربائية»، والمعروف اختصاراً بالاسم الرمزي
"IEEE 315". بشكل عام، الرموز الرسوميّة في الهندسة الكهربائية هي طريقة اختزال تستعمل لإظهار وظيفة أو اتصال بيني لدارة ما بشكل رسومي، وقد يُمثل الرمز الرسومي دالة لجزء من دارة.
اعتمد معهد مهندسي الكهرباء والإلكترونيات المعيار الأصيل في العام 1975م، ثم أعيد تنسيقه وتوسيعه عام 1993 ليصبح بشكله الحالي. في هذا المعيار، تبدأ فهارس جميع الرموز الرسومية للعناصر الظرفية بالرقم 2، وتضم قائمة الرموز الظرفية 17 عائلة فرعية من الرموز، ويشير الرقم الثاني في الفهرس إلى عائلة الرموز الفرعية التي ينتمي إليها الرمز.
بالإمكان الاطلاع على تطبيق عملي لهذه الرموز في وثيقة المعهد الأمريكي للمعايير القومية المعنونة: «مخططات كهربائية وإلكترونية»،(1) والتي نُشرت عام 1966م تحت الاسم الرمزي "USAS Yl4.l5-1966".
 معلومات عامة عن كيفية قراءة القائمة: 
- جميع الرموز مُرقّمة بشكل مفهرس. بشكل عام، وجرى تقسيم الفهرس إلى 22 قسماً، تمثل 22 مجموعة من الرموز الرسوميّة، ثُمّ جُزئ كل قسم إلى عوائل فرعيّة بحسب نوع الرموز فيه.
- الفهارس المكتوبة على خلفية زرقاء، تشير إلى الرموز المعتمدة من قبل اللجنة الكهروتقنية الدولية.[5]
- الأسماء المكتوبة بشكل مائل: مثال، تشير إلى التسمية المعتمدة في دليل تصنيف المُعرّفات اليدوي الفيدرالي (بالإنجليزية: The Federal Item Identification Guide, Cataloging Handbook H6-1).
- التعبير: مثال تطبيقي، يعني أن الرمز يجمع بين رمزين أو أكثر من رموز المعيار. لا يضّم المعيار جميع الاحتمالات الممكنة للأمثلة التطبيقيّة، ومن الممكن بناء أمثلة تطبيقية أخرى غير موجودة في هذا المعيار.

 معلومات عامة عن كيفية استعمال الرموز الرسومية: 
- يمكن تطبيق الانعكاس المرآتي على رموز الرسوم دون أن يؤثر ذلك على دلالتها، ولكن في هذه الحالة لا يُطبق الانعكاس على الأحرف والأرقام.
- لا تؤثر سماكة الخطوط على معنى الرمز، ولكن قد يستخدم خط أكثر سمكاً في بعض الحالات لتعزيز مفهوم ما.
- لا تؤثر زوايا تقاطع الخطوط على وظيفة الرمز الرسومي ما لم يُشر لذلك صراحة.
- جميع الرموز مرسومة على لوحة ذات أبعاد (100x100) بكسل، وثخانة خط الرسم هي 1 بكسل.
- يمكن رسم رموز عناصر أصغر أو أكبر بحسب الحاجة، ويمكن أيضاً، في مخطط ما تصغير أو تكبير بعض الرموز بالنسبة للبقية، ومن المستحسن استعمال قياسين للرموز فقط لا غير ضمن مخطط واحد.
- جميع رموز العناصر مرسومة بأبعاد نسبية متناسبة، ويجب الحفاظ على هذه الأبعاد النسبية عند تكبير أو تصغير الرموز.
- هناك شكلان من رؤوس الأسهم في هذا المعيار، الأسهم ذات الرؤوس المفتوحة (🡐) والأسهم ذات الرؤوس المغلقة (🠘).

## وظيفة التبديل
| الرقم التسلسلي | أيقونة الرمز | الاسم باللغة العربية          | الاسم باللغة الإنكليزية            | ملاحظات           |
| -------------- | ------------ | ----------------------------- | ---------------------------------- | ----------------- |
| 4.1.1          |              | توصيل، تلامس مغلق (ليُفتح)     | conducting, closed contact (break) | -                 |
| 4.1.2          |              | غير مُوصِل، تلامس مفتوح (ليُغلق) | Nonconducting, open contact (make) | -                 |
| 4.1.3          |              | -                             | -                                  | مثال تطبيقي: نقل. |
| 4.1.3          |              | -                             | -                                  | مثال تطبيقي: نقل. |

## التلامسات الكهربائية
| الرقم التسلسلي | أيقونة الرمز | الاسم باللغة العربية              | الاسم باللغة الإنكليزية                                    | ملاحظات |
| -------------- | ------------ | --------------------------------- | ---------------------------------------------------------- | --- |
| 4.2.1          | تلامس ثابت   | تلامس ثابت                        | Fixed contact                                              | |
| 4.2.1.1        |              | تلامس ثابت                        | Fixed contact                                              | يُستعمل من أجل القابس والمفتاح الكهربائي والمُرحِّل... إلخ.                                                                                          |
| 4.2.1.1        |              | تلامس ثابت                        | Fixed contact                                              | يُستعمل من أجل القابس والمفتاح الكهربائي والمُرحِّل... إلخ.                                                                                          |
| 4.2.1.2        |              | تلامس لحظي (عودة آليَّة)            | momentary contact (automatic return)                       | عند استعمال هذا الرمز، بوصه تلامس ذو عودة آلية) في مخطط ما، فإن طريقة عمله أن يجب أن تُذكر على المخطط (المدة الزمنية مثلاً) أو في الملفات المرفقة. |
| 4.2.1.3        |              | تلامس ثابت كُميّ                    | Fixed sleeve contact                                       | تحدد الخطوط المتقطعة - --- - موقع توصيل الخط مع الرمز، وهي ليست جزءاً من الرمز.                                                                   |
| 4.2.1.3        |              | تلامس ثابت كُميّ                    | Fixed sleeve contact                                       | تحدد الخطوط المتقطعة - --- - موقع توصيل الخط مع الرمز، وهي ليست جزءاً من الرمز.                                                                   |
| 4.3.2          | تلامس متحرك  | تلامس متحرك                       | Moving Contact                                             | |
| 4.2.2.1        |              | تلامس قابل للضبط أو منزلق         | Adjustable or sliding contact for resistor, inductor, etc. | يُستعمل من أجل المقاومة أو الملف... إلخ. |
| 4.2.2.1        |              | تلامس قابل للضبط أو منزلق         | Adjustable or sliding contact for resistor, inductor, etc. | يُستعمل من أجل المقاومة أو الملف... إلخ. |
| 4.2.2.2        |              | تلامس متحرك، مع إقفال             | Moving contact, locking                                    | - |
| 4.2.2.3        |              | تلامس متحرك، بدون إقفال           | Moving contact, nonlocking                                 | - |
| 4.2.2.4        |              | قطعة تلامس أو تلامس جسريّ          | Segment; bridging contact                                  | يُستعمل من أجل المقاومة أو الملف... إلخ. |
| 4.2.2.4        |              | قطعة تلامس أو تلامس جسريّ          | Segment; bridging contact                                  | يُستعمل من أجل المقاومة أو الملف... إلخ. |
| 4.2.2.5        |              | قصبة هزاز                         | vibrator reed                                              | - |
| 4.2.2.6        |              | قصبة هزاز مفصولة                  | vibrator split reed                                        | - |
| 4.2.2.7        |              | تلامس دوار (حلقة انزلاق) مع فرشاة | rotating contact (slip ring) and brush                     | - |

## التراكيب الأساسية للتلامسات
| الرقم التسلسلي | أيقونة الرمز                                          | الاسم باللغة العربية    | الاسم باللغة الإنكليزية  | ملاحظات                                          |
| -------------- | ----------------------------------------------------- | ----------------------- | ------------------------ | ------------------------------------------------ |
| 4.3.1          |                                                       | تلامس مُغلق (ليُفتح)      | Closed contact (break)   | -                                                |
| 4.3.1          |                                                       | تلامس مُغلق (ليُفتح)      | Closed contact (break)   | -                                                |
| 4.3.1          |                                                       | تلامس مُغلق (ليُفتح)      | Closed contact (break)   | -                                                |
| 4.3.2          |                                                       | تلامس مفتوح (ليُغلق)     | Closed contact (make)    | -                                                |
| 4.3.2          |                                                       | تلامس مفتوح (ليُغلق)     | Closed contact (make)    | -                                                |
| 4.3.2          |                                                       | تلامس مفتوح (ليُغلق)     | Closed contact (make)    | -                                                |
| 4.3.3          |                                                       | انتقال                  | Transfer                 | -                                                |
| 4.3.3          |                                                       | انتقال                  | Transfer                 | -                                                |
| 4.3.3          |                                                       | انتقال                  | Transfer                 | -                                                |
| 4.3.4          |                                                       | إغلاقٌ ثُمَّ فتح            | Make-before-break        | -                                                |
| 4.3.5          |                                                       | -                       | -                        | مثال تطبيقي: تلامس مفتوح مع ميزة الإغلاق الزمني. |
| 4.3.5          | مثال تطبيقي: تلامس مفتوح مع ميزة الإغلاق بتأخير زمني. | -                       | -                        |                                                  |
| 4.3.6          |                                                       | -                       | -                        | مثال تطبيقي: تلامس مغلق مع ميزة الفتح الزمني.    |
| 4.3.6          | مثال تطبيقي: تلامس مغلق مع ميزة الفتح بتأخير زمني.    | -                       | -                        |                                                  |
| 4.3.7          |                                                       | إغلاق متتابع زمنياً      | Time sequential closing  | -                                                |
| 4.3.7          |                                                       | إغلاق متتابع زمنياً      | Time sequential closing  | -                                                |
| 4.3.8          | مفتاح نقل متعدد المساري                               | مفتاح نقل متعدد المساري | Multiway transfer switch |                                                  |
| 4.3.8.1        |                                                       | مفتاح ثنائي المواقع     | Two-position switch      | خطوة النقل 90 درجة.                              |
| 4.3.8.2        |                                                       | مفتاح ثلاثي المواقع     | Three-position switch    | خطوة النقل 120 درجة.                             |
| 4.3.8.3        |                                                       | مفتاح رباعي المواقع     | Four-position switch     | خطوة النقل 45 درجة.                              |

## وشائع التفريغ المغناطيسي
| الرقم التسلسلي | أيقونة الرمز | الاسم باللغة العربية     | الاسم باللغة الإنكليزية | ملاحظات                                                                        |
| -------------- | ------------ | ------------------------ | ----------------------- | ------------------------------------------------------------------------------ |
| 4.4            |              | وشيعة التفريغ المغناطيسي | Magnetic Blowout Coil   | تحدد الخطوط المتقطعة - --- - موقع توصيل الخط مع الرمز، وهي ليست جزءاً من الرمز. |
| 4.4            |              | وشيعة التفريغ المغناطيسي | Magnetic Blowout Coil   | تحدد الخطوط المتقطعة - --- - موقع توصيل الخط مع الرمز، وهي ليست جزءاً من الرمز. |

## الوشائع قيد التشغيل أو وشائع الترحيل
| الرقم التسلسلي | أيقونة الرمز | الاسم باللغة العربية                                                                   | الاسم باللغة الإنكليزية                                                                         | ملاحظات |
| -------------- | ------------ | -------------------------------------------------------------------------------------- | ----------------------------------------------------------------------------------------------- | --- |
| 4.5            |              | وشيعة قيد التشغيل، وشيعة ترحيل                                                         | Operating Coil, Relay Coil                                                                      | - |
| 4.5            |              | وشيعة قيد التشغيل، وشيعة ترحيل                                                         | Operating Coil, Relay Coil                                                                      | - |
| 4.5            |              | وشيعة قيد التشغيل، وشيعة ترحيل                                                         | Operating Coil, Relay Coil                                                                      | - |
| 4.5            |              | وشيعة قيد التشغيل، وشيعة ترحيل                                                         | Operating Coil, Relay Coil                                                                      | النجمة ليست جُزءاً من الرمز، ويلزم استبدالها دائماً بوصف الجهاز الذي يمثله الرمز.                                                               |
| 4.5.1          |              | وشيعة قيد التشغيل، وشيعة ترحيل. - مع نقطة نصف دائرية لتحديد النهائية الداخلية للوشيعة. | Operating Coil, Relay Coil - Semicircular dot indicates inner end of winding                    | - |
| 4.5.1          |              | وشيعة قيد التشغيل، وشيعة ترحيل. - مع نقطة نصف دائرية لتحديد النهائية الداخلية للوشيعة. | Operating Coil, Relay Coil - Semicircular dot indicates inner end of winding                    | - |
| 4.5.2          |              | -                                                                                      | -                                                                                               | مثال تطبيقي: وشيعة متعددة الملفات (يظهر ملفان). يلزم إظهار نهايتي أي ملف بشكل متقابل على جانبي القلب، أو بشكل متجاور على جانبٍ واحد من القلب. |
| 4.5.3          |              | وشيعة قيد التشغيل، وشيعة ترحيل - محرك كهربائي (ملف كهربائي)                            | Operating Coil, Relay Coil - Electromagnetic actuator (solenoid), with mechanical linkage shown | مع إظهار ربط ميكانيكي. |
| 4.5.3          |              | وشيعة قيد التشغيل، وشيعة ترحيل - محرك كهربائي (ملف كهربائي)                            | Operating Coil, Relay Coil - Electromagnetic actuator (solenoid), with mechanical linkage shown | مع إظهار ربط ميكانيكي. |
| 4.5.3          |              | وشيعة قيد التشغيل، وشيعة ترحيل - محرك كهربائي (ملف كهربائي)                            | Operating Coil, Relay Coil - Electromagnetic actuator (solenoid), with mechanical linkage shown | - النجمة ليست جُزءاً من الرمز، ويلزم استبدالها دائماً بوصف الجهاز الذي يمثله الرمز. - مع إظهار ربط ميكانيكي.                                    |

## المفاتيح
يمكن أن تستعمل الرموز الأساسية للتلامسات والروابط الميكانيكية من أجل رموز المفاتيح.
إن الطريقة المعيارية لإظهار المفاتيح هي في عرضها في وضعها الافترضي دون تطبيق أي قوة عليها. من أجل المفاتيح التي يمكن أن يكون لها وضعيتان افتراضيتان أو أكثر دون تطبيق أي قوة عليها، ومن أجل المفاتيح المُشغَّلة بواسطة آلية ميكانيكية (مثلاً مفاتيح ضغط الهواء أو مستوى السائل أو معدل التدفق) فإن إضافة ملاحظة قد يكون ضرورياً لشرح العتبة التي يُفعَّل المفتاح فيها.
| الرقم التسلسلي | أيقونة الرمز | الاسم باللغة العربية    | الاسم باللغة الإنكليزية      | ملاحظات |
| -------------- | ------------ | ----------------------- | ---------------------------- | --- |
| 4.6.1          |              | مفتاح أحادي الحركة، عام | Single-throw switch, general | |
| 4.6.2          |              | مفتاح ثنائي الحركة، عام | Double-throw switch, general | - |
| 4.6.2.1        |              | -                       | -                            | مثال تطبيقي: مفتاح ثنائي الساعد مزدوج الحركة مع إظهار النهاية الطرفية.                                                                                         |
| 4.6.3          |              | مفتاح نصلي، عام         | Knine switch, general        | - |
| 4.6.4          |              | -                       | -                            | مثال تطبيقي: مفتاح نصلي ثلاثي السواعد مزدوج الحركة مع تلامسات ونهايات إضافية.                                                                                  |
| 4.6.5          |              | -                       | -                            | - مثال تطبيقي: مفتاح نصلي ثنائي الساعد مفرغ للحقل مع نهايات ومقاومة تفريغ. - النجمة ليست جزء من الرمز، ويلزم دائماً إضافة مُعرِّف في داخل أو بجانب المستطيل لوصفه. |
| 4.6.6          |              | مفتاح مع فاصل بوقي      | Switch with horn gap         | - |
| 4.6.7          |              | مفتاح قِطاعي             | Sector switch                | - |

## مفاتيح الضغط
مفتاح ضغط، لحظي أو مرتبط بنابض إعادة (بالإنجليزية: Pushbutton, Momentary or Spring-Return)
| الرقم التسلسلي | أيقونة الرمز | الاسم باللغة العربية | الاسم باللغة الإنكليزية   | ملاحظات                                                                                             |
| -------------- | ------------ | -------------------- | ------------------------- | --------------------------------------------------------------------------------------------------- |
| 4.7.1          |              | دارة مفتوحة (ستُغلق)  | Circuit closing (make)    | يسبب الضغط على المفتاح إغلاق الدارة.                                                                |
| 4.7.2          |              | دارة مُغلقة (ستُفتح)   | Circuit openining (break) | يسبب الضغط على المفتاح فتح الدارة.                                                                  |
| 4.7.3          |              | ثنائي الدارة         | Two-circuit               | يسبب الضغط على المفتاح الانتقال آنياً نحو دارة ثانية، وتحصل العودة نحو الدارة الأولى فور زوال الضغط. |

## مفاتيح ثنائية الدارة، دائمة الحالة أو دون نابض إعادة
| الرقم التسلسلي | أيقونة الرمز | الاسم باللغة العربية                               | الاسم باللغة الإنكليزية                             | ملاحظات |
| -------------- | ------------ | -------------------------------------------------- | --------------------------------------------------- | ------- |
| 4.8            |              | مفتاح ثنائي الدارة، دائم الحالة أو بدون نابض إعادة | Two-circuit, Maintained or Not Spring-Return switch | -       |

## مفاتيح لحظية دون إقفال أو مع نابض إعادة
مفتاح لحظي دون إقفال أو مع نابض إعادة (بالإنجليزية: Nonlocking Switch, Momentary or Spring-Return)
| الرقم التسلسلي | أيقونة الرمز | الاسم باللغة العربية | الاسم باللغة الإنكليزية | ملاحظات                                                                                      |
| -------------- | ------------ | -------------------- | ----------------------- | -------------------------------------------------------------------------------------------- |
| 4.9.1          |              | دارة مفتوحة (لتُغلق)  | Circuit closing (make)  | يُستخدم هذا الرمز من أجل العناصر التي تحتوي في بنيتها على نوابض: المفاتيح والمرحلات والقوابس. |
| 4.9.1          |              | دارة مفتوحة (لتُغلق)  | Circuit closing (make)  | يُستخدم هذا الرمز من أجل العناصر التي تحتوي على مفاتيح مفصلية (بالإنجليزية: Toggle switches)  |
| 4.9.2          |              | دارة مغلقة (لتُفتح)   | Circuit opening (break) | يُستخدم هذا الرمز من أجل العناصر التي تحتوي في بنيتها على نوابض: المفاتيح والمرحلات والقوابس  |
| 4.9.2          |              | دارة مغلقة (لتُفتح)   | Circuit opening (break) | يُستخدم هذا الرمز من أجل العناصر التي تحتوي على مفاتيح مفصلية                                 |
| 4.9.3          |              | ثنائي الدارة         | Two-circuit             | مع إظهار ربط ميكانيكي.                                                                       |
| 4.9.3          |              | ثنائي الدارة         | Two-circuit             | مع إظهار ربط ميكانيكي.                                                                       |
| 4.9.3          |              | ثنائي الدارة         | Two-circuit             | -                                                                                            |
| 4.9.4          |              | انتقال               | Transfer                | يُستخدم هذا الرمز من أجل العناصر التي تحتوي في بنيتها على نوابض: المفاتيح والمرحلات والقوابس  |
| 4.9.4          |              | انتقال               | Transfer                | يُستخدم هذا الرمز من أجل العناصر التي تحتوي على مفاتيح مفصلية                                 |
| 4.9.5          |              | إغلاق ثُمَّ فتح         | Make-before-break       | -                                                                                            |

## مفاتيح ذات قفل
مفتاح ذو قفل (بالإنجليزية: locking Switch)
| الرقم التسلسلي | أيقونة الرمز | الاسم باللغة العربية | الاسم باللغة الإنكليزية | ملاحظات                                                                                     |
| -------------- | ------------ | -------------------- | ----------------------- | ------------------------------------------------------------------------------------------- |
| 4.10.1         |              | دارة مفتوحة (لتُغلق)  | Circuit closing (make)  | يُستخدم هذا الرمز من أجل العناصر التي تحتوي في بنيتها على نوابض: المفاتيح والقوابس.          |
| 4.10.1         |              | دارة مفتوحة (لتُغلق)  | Circuit closing (make)  | يُستخدم هذا الرمز من أجل العناصر التي تحتوي على مفاتيح مفصلية (بالإنجليزية: Toggle switches) |
| 4.10.2         |              | دارة مغلقة (لتُفتح)   | Circuit opening (break) | يُستخدم هذا الرمز من أجل العناصر التي تحتوي في بنيتها على نوابض: المفاتيح والقوابس.          |
| 4.10.2         |              | دارة مغلقة (لتُفتح)   | Circuit opening (break) | يُستخدم هذا الرمز من أجل العناصر التي تحتوي على مفاتيح مفصلية                                |
| 4.10.3         |              | انتقال، وضعان        | Transfer, 2-position    | يُستخدم هذا الرمز من أجل العناصر التي تحتوي في بنيتها على نوابض: المفاتيح والقوابس.          |
| 4.10.3         |              | انتقال، وضعان        | Transfer, 2-position    | يُستخدم هذا الرمز من أجل العناصر التي تحتوي على مفاتيح مفصلية                                |
| 4.10.4         |              | انتقال، ثلاثة أوضاع  | Transfer, 3-position    | -                                                                                           |
| 4.10.5         |              | إغلاق ثُمَّ فتح         | Make-before-break       | -                                                                                           |

## تراكيب مفاتيح مع ودون إقفال
| الرقم التسلسلي | أيقونة الرمز | الاسم باللغة العربية                                            | الاسم باللغة الإنكليزية                                                           | ملاحظات                                                      |
| -------------- | ------------ | --------------------------------------------------------------- | --------------------------------------------------------------------------------- | ------------------------------------------------------------ |
| 4.11.1         |              | وحيد الساعد ثلاثي المواقع: إغلاق دائم للدارة وقطع وإغلاق لحظي   | 3-position, 1-pole: circuit closing (make), off, momentary circuit closing (make) | يُستخدم هذا الرمز من أجل العناصر التي تحتوي على مفاتيح مفصلية |
| 4.11.2         |              | ثنائي السواعد ثلاثي المواقع: إغلاق دائم للدارة وقطع وإغلاق لحظي | 3-position, 2-pole: circuit closing (make), off, momentary circuit closing (make) | يُستخدم هذا الرمز من أجل العناصر التي تحتوي على مفاتيح مفصلية |

## قواطع ذات مفاتيح ومفاتيح ذوات عتلة
قاطع ذو مفتاح (بالإنجليزية: Key-Type Switch) أو مفتاح ذو عتلة (بالإنجليزية: Lever switch)
| الرقم التسلسلي | أيقونة الرمز | الاسم باللغة العربية                                         | الاسم باللغة الإنكليزية                                                    | ملاحظات |
| -------------- | ------------ | ------------------------------------------------------------ | -------------------------------------------------------------------------- | ------- |
| 4.12.1         |              | ثنائي المواقع مع انتقال ثم إقفال ومع تلامسات إغلاق           | 2-position with locking transfer and break contacts                        | -       |
| 4.12.2         |              | ثلاثي المواقع مع انتقال دون إقفال ومع تلامسات إغلاق ثُمَّ إقفال | 3-position with nonlocking transfer and locking break contacts             | -       |
| 4.12.2(1)      |              | ثلاثي المواقع مع انتقال دون إقفال ومع تلامسات إغلاق ثُمَّ إقفال | 3-position with nonlocking transfer and locking break contacts             | -       |
| 4.12.3(2)      |              | تراكيب متعددة التلامسات                                      | 3-position with nonlocking transfer and locking break contacts             | -       |
| 4.12.2(3)      |              | تراكيب متعددة التلامسات                                      | 3-position with nonlocking transfer and locking break contacts             | -       |
| 4.12.4         |              | أحد نصفي القاطع يعمل بشكل اعتيادي، تركيب متعدد التلامسات     | 2-position, half of key switch normally operated, multicontact combination | -       |

## النواخب أو المفاتيح متعددة المواقع
الناخب (بالإنجليزية: Selector) أو مفتاح متعدد المواقع (بالإنجليزية: Multiposition Switch)
يمكن تحديد الموقع الذي يوجد فيه المفتاح ضمن الرمز نصياً بإضافة ملاحظة إلى جانبه أو برسم موقع المفتاح داخله.
| الرقم التسلسلي | أيقونة الرمز | الاسم باللغة العربية                                                              | الاسم باللغة الإنكليزية                                                                      | ملاحظات |
| -------------- | ------------ | --------------------------------------------------------------------------------- | -------------------------------------------------------------------------------------------- | --- |
| 4.13.1         |              | عام                                                                               | General                                                                                      | يمكن إظهار أي عدد من مسارات النقل |
| 4.13.1         |              | عام                                                                               | General                                                                                      | يمكن إظهار أي عدد من مسارات النقل |
| 4.13.2         |              | قطع ثم وصل، انقطاع خلال نقل التلامس (توصيل غير مستمر)                             | Break-before-make, nonshorting (nonbridging) during contact transfer                         | - |
| 4.13.2         |              | قطع ثم وصل، انقطاع خلال نقل التلامس (توصيل غير مستمر)                             | Break-before-make, nonshorting (nonbridging) during contact transfer                         | - |
| 4.13.3         |              | وصل ثُمَّ قطع، استمرار خلال نقل التلامس (توصيل مستمر)                                | Make-before-break, shorting (bridging) during contact transfer                               | - |
| 4.13.3         |              | وصل ثُمَّ قطع، استمرار خلال نقل التلامس (توصيل مستمر)                                | Make-before-break, shorting (bridging) during contact transfer                               | - |
| 4.13.4         |              | تلامس ذي قطعة                                                                     | Segmental contact                                                                            | - |
| 4.13.4(4)      |              | تلامس ذي قطعة                                                                     | Segmental contact                                                                            | - |
| 4.13.5         |              | مفتاح ناخب ذي 22 نقطة                                                             | 22-point selector switch                                                                     | - |
| 4.13.6         |              | مفتاح ناخب ذي 10 نقط مع قطعة ثابتة                                                | 10-point selector switch with fixed segment                                                  | - |
| 4.13.7(5)      |              | ذو قطاع دوَّار أو سطح دوَّار أو رقاقةٍ دوَّارة                                           | Rotary (section-, deck-, or wafer-type)                                                      | هذا الرمز للعنصر منظوراً من مفتاح التحكُّم الدوَّار أو المُشغِّل ما لم يُذكر خلاف ذلك. من أجل الحالة التي يوجد فيها قطاعات متعددة، فإن القطاع الأول هو الأقرب للمفتاح الدوار أو المُشغِّل. عندما تكون التلامسات على الجانبين كلاهما، فإن التلامسات الأمامية أقرب إلى المفتاح الدوَّار. |
| 4.13.7(6)      |              | ذو قطاع دوَّار أو سطح دوَّار أو رقاقةٍ دوَّارة                                           | Rotary (section-, deck-, or wafer-type)                                                      | هذا الرمز للعنصر منظوراً من مفتاح التحكُّم الدوَّار أو المُشغِّل ما لم يُذكر خلاف ذلك. من أجل الحالة التي يوجد فيها قطاعات متعددة، فإن القطاع الأول هو الأقرب للمفتاح الدوار أو المُشغِّل. عندما تكون التلامسات على الجانبين كلاهما، فإن التلامسات الأمامية أقرب إلى المفتاح الدوَّار. |
| 4.13.8(7)      |              | مفتاح منزلق، نموذجي متشابك سُلَّمي الشكل                                             | Slide switch, typical ladder-type interlock                                                  | - في المثال، هناك مفتاح واحد قيد التشغيل. - تظهر القطع المنزلقة في وضع التحرر ما لم يُذكر خلاف ذلك. |
| 4.13.8         |              | مفتاح رئيس أو تحكم                                                                | Master or control switch                                                                     | - |
| 4.13.8(8)      |              | مفتاح رئيس أو تحكم (مجموعة تلامسات مقادة بواسطة حدبة)، 6 دارات 3 نقاط تبديل عكسية | Master or control switch (cam-operated contact assembly), 6-circuit 3-point reversing switch | - |
| 4.13.8(9)      |              | مفتاح أسطواني، من نوع التلامسات المنزلقة، مثال نموذجي                             | Drum switch, sliding-contact type, typical example                                           | - |

## مفاتيح حدية أو مفاتيح استشعار
مفتاح حدي (بالإنجليزية: Limit Switch) أو مفتاح استشعار (بالإنجليزية: Sensitive Switch)
| الرقم التسلسلي | أيقونة الرمز                          | الاسم باللغة العربية                        | الاسم باللغة الإنكليزية                          | ملاحظات                             |
| -------------- | ------------------------------------- | ------------------------------------------- | ------------------------------------------------ | ----------------------------------- |
| 4.14.1         |                                       | النوع المُتعقِّب، تلامس إغلاق الدارة           | Track-type, circuit-closing contact              | تضاف ملاحظة تعريفية إلى جانب الرمز. |
| 4.14.2         |                                       | النوع المُتعقِّب، تلامس فتح الدارة             | Track-type, circuit-opening contact              | تضاف ملاحظة تعريفية إلى جانب الرمز. |
| 4.14.3(10)     |                                       | النوع المقاد ببرغي دوَّار، تلامسات فتح الدارة | Lead-screw type, circuit-opening contacts        | تضاف ملاحظة تعريفية إلى جانب الرمز. |
| 4.14.4         |                                       | النوع الدوار.                               | Rotary-type                                      | تضاف ملاحظة تعريفية إلى جانب الرمز. |
| 4.14.5         | مفتاح حدي، مُحرَّك مباشرةً، ذو نابض إعادة | مفتاح حدي، مُحرَّك مباشرةً، ذو نابض إعادة       | Limit switch, directly actuated, spring returned |                                     |
| 4.14.5.1       |                                       | مفتوح عادةً                                  | Normally open                                    | -                                   |
| 4.14.5.2       |                                       | مفتوح عادةً — في حالة الإغلاق                | Normally open — held closed                      | -                                   |
| 4.14.5.3       |                                       | مغلق عادةً                                   | Normally closed                                  | -                                   |
| 4.14.5.4       |                                       | مغلق عادةً — في حالة الفتح                   | Normally closed—held open                        | -                                   |

## تشابيك الأمان البينية
تشبيك أمان بيني (بالإنجليزية: Safety Interlock)
| الرقم التسلسلي | أيقونة الرمز | الاسم باللغة العربية | الاسم باللغة الإنكليزية | ملاحظات |
| -------------- | ------------ | -------------------- | ----------------------- | ------- |
| 4.15.1         |              | فتح الدارة           | Circuit opening         | -       |
| 4.15.2         |              | غلق الدارة           | Circuit closing         | -       |

## مفاتيح مع ميزة التأخير الزمني
مفاتيح مع ميزة التأخير الزمني (بالإنجليزية: Switches with Time-Delay Feature)
| الرقم التسلسلي | أيقونة الرمز | الاسم باللغة العربية                     | الاسم باللغة الإنكليزية                             | ملاحظات                                                   |
| -------------- | ------------ | ---------------------------------------- | --------------------------------------------------- | --------------------------------------------------------- |
| 4.16.1         |              | مفتاح مفتوح مع ميزة الغلق مع تأخير زمني  | Open switch with time-delay closing (TDC) feature   | -                                                         |
| 4.16.1         |              | مفتاح مفتوح مع ميزة الغلق مع تأخير زمني  | Open switch with time-delay closing (TDC) feature   | يحدد رأس السهك اتجاه حركة المفتاح التي ستحصل بعد التأخير. |
| 4.16.2         |              | مفتاح مغلق مع ميزة الفتح مع تأخير زمني   | Closed switch with time-delay Opening (TDO) feature | -                                                         |
| 4.16.2         |              | مفتاح مغلق مع ميزة الفتح مع تأخير زمني   | Closed switch with time-delay Opening (TDO) feature | يحدد رأس السهك اتجاه حركة المفتاح التي ستحصل بعد التأخير. |
| 4.16.3         |              | مفتاح مفتوح مع ميزة الفتح مع تأخير زمني  | Open switch with time-delay opening (TDO) feature   | -                                                         |
| 4.16.3         |              | مفتاح مفتوح مع ميزة الفتح مع تأخير زمني  | Open switch with time-delay opening (TDO) feature   | يحدد رأس السهك اتجاه حركة المفتاح التي ستحصل بعد التأخير. |
| 4.16.4         |              | مفتاح مغلق مع ميزة الإغلاق مع تأخير زمني | Closed switch with time-delay closing (TDC) feature | -                                                         |
| 4.16.4         |              | مفتاح مغلق مع ميزة الإغلاق مع تأخير زمني | Closed switch with time-delay closing (TDC) feature | يحدد رأس السهك اتجاه حركة المفتاح التي ستحصل بعد التأخير. |

## مفاتيح مُشغَّلة بالتدفق
| الرقم التسلسلي | أيقونة الرمز | الاسم باللغة العربية  | الاسم باللغة الإنكليزية    | ملاحظات |
| -------------- | ------------ | --------------------- | -------------------------- | ------- |
| 4.17.1         |              | يُغلق عند زيادة التدفق | Closes on increase in flow | -       |
| 4.17.2         |              | يفتح عند زيادة التدفق | Opens on increase in flow  | -       |

## مفاتيح مُشغَّلة بمستوى السائل
| الرقم التسلسلي | أيقونة الرمز | الاسم باللغة العربية    | الاسم باللغة الإنكليزية | ملاحظات |
| -------------- | ------------ | ----------------------- | ----------------------- | ------- |
| 4.18.1         |              | يُغلِق عند ارتفاع المستوى | Closes on rising level  | -       |
| 4.18.2         |              | يفتح عند ارتفاع المستوى | Closes on rising level  | -       |

## مفاتيح مُشغَّلة بالضغط أو بالفراغ
| الرقم التسلسلي | أيقونة الرمز | الاسم باللغة العربية | الاسم باللغة الإنكليزية   | ملاحظات |
| -------------- | ------------ | -------------------- | ------------------------- | ------- |
| 4.19.1         |              | يُغلِق مع ارتفاع الضغط | Closes on rising pressure | -       |
| 4.19.2         |              | يفتح مع ارتفاع الضغط | Opens on rising pressure  | -       |

## مفاتيح مُشغلة بالحرارة
| الرقم التسلسلي | أيقونة الرمز | الاسم باللغة العربية        | الاسم باللغة الإنكليزية      | ملاحظات |
| -------------- | ------------ | --------------------------- | ---------------------------- | ------- |
| 4.20.1         |              | يُغلِق مع ارتفاع درجة الحرارة | Closes on rising temperature | -       |
| 4.20.1         |              | يُغلِق مع ارتفاع درجة الحرارة | Closes on rising temperature | -       |
| 4.20.2         |              | يَفتح مع ارتفاع درجة الحرارة | Opens on rising temperature  | -       |
| 4.20.2         |              | يَفتح مع ارتفاع درجة الحرارة | Opens on rising temperature  | -       |

## منظمات الحرارة
| الرقم التسلسلي | أيقونة الرمز | الاسم باللغة العربية               | الاسم باللغة الإنكليزية                                | ملاحظات |
| -------------- | ------------ | ---------------------------------- | ------------------------------------------------------ | --- |
| 4.21.1         |              | يُغلِق مع ارتفاع درجة الحرارة        | Closes on rising temperature                           | يُستحسن إظهار الرمز °t أو استبداله ببيانات تعطي درجة الحرارة الاسمية أو درجة حرارة محددة لتشغيل الجهاز. |
| 4.21.1.1       |              | مع توضيح اتجاه حركة التلامس        | With contact-motion direction clarified                | إذا كان هناك حاجة لتوضيح اتجاه حركة التلامس، فبالإمكان إضافة سهم توجيهي. يُحبذ أن يشير رأس السهم إلى الاتجاه الحركة الموافق لارتفاع درجة الحرارة. يُستحسن دائماً إظهار السهم التوجيهي في موقع مركزي (حيادي) للأجهزة. |
| 4.21.2         |              | يَفتح مع ارتفاع درجة الحرارة        | Opens on rising temperature                            | يُستحسن إظهار الرمز °t أو استبداله ببيانات تعطي درجة الحرارة الاسمية أو درجة حرارة محددة لتشغيل الجهاز. |
| 4.21.3         |              | ينتقل عند ارتفاع درجة الحرارة      | Transfers on rising temperature                        | يُستحسن إظهار الرمز °t أو استبداله ببيانات تعطي درجة الحرارة الاسمية أو درجة حرارة محددة لتشغيل الجهاز. |
| 4.21.4         |              | انتقال، مع موقع وسطي (حيادي) متعمَّد | Transfer, with intended central-off (neutral) position | - يُستحسن إظهار الرمز °t أو استبداله ببيانات تعطي درجة الحرارة الاسمية أو درجة حرارة محددة لتشغيل الجهاز. - إذا كان هناك حاجة لتوضيح اتجاه حركة التلامس، فبالإمكان إضافة سهم توجيهي. يُحبذ أن يشير رأس السهم إلى الاتجاه الحركة الموافق لارتفاع درجة الحرارة. يُستحسن دائماً إظهار السهم التوجيهي في موقع وسطي (حيادي) للأجهزة.                                                                |
| 4.21.5         |              | -                                  | -                                                      | - مثال تطبيقي: مُتعدد الوظائف، نموذجي. - يُستحسن إظهار الرمز °t أو استبداله ببيانات تعطي درجة الحرارة الاسمية أو درجة حرارة محددة لتشغيل الجهاز. - إذا كان هناك حاجة لتوضيح اتجاه حركة التلامس، فبالإمكان إضافة سهم توجيهي. يُحبذ أن يشير رأس السهم إلى الاتجاه الحركة الموافق لارتفاع درجة الحرارة. يُستحسن دائماً إظهار السهم التوجيهي في موقع وسطي (حيادي) للأجهزة.                          |
| 4.21.6         |              | مع سخَّان مُدمج وتلامسات انتقال       | With integral heater and transfer contacts             | - يستعمل فقط إذا كان من الضروري ذكر تفاصيل وجود السخًّان المُدمج. - يُستحسن إظهار الرمز °t أو استبداله ببيانات تعطي درجة الحرارة الاسمية أو درجة حرارة محددة لتشغيل الجهاز. - إذا كان هناك حاجة لتوضيح اتجاه حركة التلامس، فبالإمكان إضافة سهم توجيهي. يُحبذ أن يشير رأس السهم إلى الاتجاه الحركة الموافق لارتفاع درجة الحرارة. يُستحسن دائماً إظهار السهم التوجيهي في موقع وسطي (حيادي) للأجهزة. |
| 4.21.7         |              | -                                  | -                                                      | - مثال تطبيقي: مع ذكر درجات حرارة التشغيل. - يُستحسن إظهار الرمز °t أو استبداله ببيانات تعطي درجة الحرارة الاسمية أو درجة حرارة محددة لتشغيل الجهاز. - إذا كان هناك حاجة لتوضيح اتجاه حركة التلامس، فبالإمكان إضافة سهم توجيهي. يُحبذ أن يشير رأس السهم إلى الاتجاه الحركة الموافق لارتفاع درجة الحرارة. يُستحسن دائماً إظهار السهم التوجيهي في موقع وسطي (حيادي) للأجهزة.                     |

## الومَّاضات أو المفاتيح ذاتية القطع
| الرقم التسلسلي | أيقونة الرمز | الاسم باللغة العربية     | الاسم باللغة الإنكليزية           | ملاحظات |
| -------------- | ------------ | ------------------------ | --------------------------------- | ------- |
| 4.22           |              | ومَّاض أو مفتاح ذاتي القطع | Flasher, Self-Interrupting Switch | -       |
| 4.22           |              | ومَّاض أو مفتاح ذاتي القطع | Flasher, Self-Interrupting Switch | -       |

## مفاتيح مُشغَّلة بالقدم، مفاتيح دوَّاسة
مفتاح مُشغَّل بالقدم (بالإنجليزية: Foot-Operated Switch)، مفتاح دوَّاسة (بالإنجليزية: Foot Switch)
| الرقم التسلسلي | أيقونة الرمز | الاسم باللغة العربية  | الاسم باللغة الإنكليزية | ملاحظات |
| -------------- | ------------ | --------------------- | ----------------------- | ------- |
| 4.23.1         |              | يفتح عند الضغط بالقدم | Opens by foot pressure  | -       |
| 4.23.2         |              | يغلق عند الضغط بالقدم | Closes by foot pressure | -       |

## مفاتيح مُشغَّلة بذراع دوَّارة ومُستجيبة للسرعة أو تغيير الاتجاه
مفتاح مُشغَّل بذراع دوارة (بالإنجليزية: Switch Operated by Shaft Rotation)
| الرقم التسلسلي | أيقونة الرمز | الاسم باللغة العربية | الاسم باللغة الإنكليزية | ملاحظات                                         |
| -------------- | ------------ | -------------------- | ----------------------- | ----------------------------------------------- |
| 4.24.1         |              | السرعة               | Speed                   | -                                               |
| 4.24.2         |              | إعاقة                | Plugging                | لإيقاف الحركة بعد الوصول الفعلي إلى حالة السكون |
| 4.24.3         |              | مضاد إعاقة           | Anti-plugging           | لمنع إعاقة الحركة                               |
| 4.24.4         |              | مفتاح طرد مركزي      | Centrifugal switch      | يفتح مع زيادة السرعة                            |

## مفاتيح مع ميزات خاصة
| الرقم التسلسلي | أيقونة الرمز | الاسم باللغة العربية  | الاسم باللغة الإنكليزية      | ملاحظات             |
| -------------- | ------------ | --------------------- | ---------------------------- | ------------------- |
| 4.25.1         |              | مفتاح ذو خطاف         | Hook switch                  | -                   |
| 4.25.2         |              | مفتاح طلب هاتفي       | Telephone dial (switch)      | -                   |
| 4.25.2         |              | مفتاح طلب هاتفي       | Telephone dial (switch)      | -                   |
| 4.25.3         |              | مفتاح في مُغلَّف مُفرَّغ    | Switch in evacuated envelope | وضعيتان ومخرج واحد. |
| 4.25.3         |              | مفتاح في مُغلَّف مُفرَّغ    | Switch in evacuated envelope | وضعيتان ومخرج واحد. |
| 4.25.4         |              | ميزة أمن الرأس المحدَّب | Mushroom-head safety feature | -                   |

## مفاتيح التلغراف
مفتاح تيليغراف (بالإنجليزية: Telegraph key).
| الرقم التسلسلي | أيقونة الرمز | الاسم باللغة العربية         | الاسم باللغة الإنكليزية       | ملاحظات |
| -------------- | ------------ | ---------------------------- | ----------------------------- | ------- |
| 4.26.1         |              | بسيط                         | Simple                        | -       |
| 4.26.2         |              | بسيط مع مفتاح قِصَر            | Simple with shorting switch   | -       |
| 4.26.3         |              | مفتوح الدارة أو متغيِّر المخرج | Open-circuit or pole-changing | -       |

## الحواكم (عبر التلامس) أو منظمات السرعة
| الرقم التسلسلي | أيقونة الرمز | الاسم باللغة العربية              | الاسم باللغة الإنكليزية                    | ملاحظات                                                 |
| -------------- | ------------ | --------------------------------- | ------------------------------------------ | ------------------------------------------------------- |
| 4.27           |              | الحاكم (إغلاق التلامس)، مُنظِّم سرعة | Governor (Contact-making), Speed Regulator | تفتح التلامسات أو تغلق حسب الحاجة (يظهر في الرسم مغلقاً) |

## الهزازات القواطع
الهزاز القاطع (بالإنجليزية: Vibrator, Interrupter).
| الرقم التسلسلي | أيقونة الرمز | الاسم باللغة العربية | الاسم باللغة الإنكليزية | ملاحظات                                                     |
| -------------- | ------------ | -------------------- | ----------------------- | ----------------------------------------------------------- |
| 4.28.1         |              | مُفرِّع حركة نموذجي     | Typical shunt drive     | - تظهر النهايات الطرفية. - يمكن إظهار التلامسات حسب الحاجة. |
| 4.28.2         |              | مُفرِّق حركة نموذجي     | Typical separate drive  | - تظهر النهايات الطرفية. - يمكن إظهار التلامسات حسب الحاجة. |

## مفاتيح التلامس
إن الرموز الأساسية للتلامسات والوشائع والروابط الميكانيكية ... إلخ هي الأساس لرموز مفاتيح التلامس (بالإنجليزية: Contactor) ويُحبَّذ أن تستعمل لتمثيل مفاتيح التلامس في المخططات الكاملة. تتكون المخططات الكاملة لمفاتيح التلامس من تراكيب للرموز الأساسية لوشائع التحكم والروابط الميكيانيكة إلخ متصلة بعضها مع بعض بطريقة تتيح تمثيل الجهاز الفعلي. يلزم تحديد التشبيك الميكانيكي باستعمال ملاحظات.
| الرقم التسلسلي | أيقونة الرمز | الاسم باللغة العربية                                                                                  | الاسم باللغة الإنكليزية                                                                                  | ملاحظات |
| -------------- | ------------ | --- | --- | --- |
| 4.29.1         |              | مُشغَّل يدوياً ثلاثي المخارج                                                                              | Manually operated 3-pole                                                                                 | - |
| 4.29.2         |              | مُشغَّل كهربائياً وحيد المخرج مع وشيعة تفريغ تسلسلية                                                      | Electrically operated 1-pole contactor with series blowout coil                                          | - |
| 4.29.2         |              | مُشغَّل كهربائياً وحيد المخرج مع وشيعة تفريغ تسلسلية                                                      | Electrically operated 1-pole contactor with series blowout coil                                          | النجمة ليست جُزءاً من الرمز، ويلزم استبدالها دائماً بوصف الجهاز الذي يمثله الرمز.                                           |
| 4.29.3(11)     |              | مُشغَّل كهربائياً ثلاثي المخارج مع وشائع تفريغ تسلسلية؛ ثلاث تلامسات ملحقة اثنان منها مفتوحان وواحد مفتوح | Electrically operated 3-pole contactor with series blowout coils; 2 open and 1 closed auxiliary contacts | التلامسات المُلحقة مرسومة بأبعاد أصغر.                                                                                    |
| 4.29.3(12)     |              | مُشغَّل كهربائياً ثلاثي المخارج مع وشائع تفريغ تسلسلية؛ ثلاث تلامسات ملحقة اثنان منها مفتوحان وواحد مفتوح | Electrically operated 3-pole contactor with series blowout coils; 2 open and 1 closed auxiliary contacts | - التلامسات المُلحقة مرسومة بأبعاد أصغر. - النجمة ليست جُزءاً من الرمز، ويلزم استبدالها دائماً بوصف الجهاز الذي يمثله الرمز. |
| 4.29.4         |              | مُشغَّل كهربائياً وحيد المخرج مع وشيعة تفريغ تفرعية                                                       | Electrically operated 1-pole contactor with shunt blowout coil                                           | - |
| 4.29.4         |              | مُشغَّل كهربائياً وحيد المخرج مع وشيعة تفريغ تفرعية                                                       | Electrically operated 1-pole contactor with shunt blowout coil                                           | النجمة ليست جُزءاً من الرمز، ويلزم استبدالها دائماً بوصف الجهاز الذي يمثله الرمز.                                           |

## المرحلات

رموز المُرحِّلات.

إن الرموز الأساسية للتلامسات والروابط الميكانيكية والوشائع ... إلخ هي الأساس لرموز المُرحلات (بالإنجليزية: Relay) ويُحبذ أن تستعمل لتمثيل المُرحلات في المخططات الكاملة. يُمكن أن تستعمل عناصر الرموز أو تتابعات الأحرف الواردة تالياً مع رموز المُرحلات. يمكن استعمال عدد من هذه الحروف أو الرموز حسب ما يلزم لإظهار الميزات الخاصة التي يتمتع بها المُرحل. إن مُصطلحي بطي وسريع هما مصطلحان نسبيان ولا داعي لإضافتها على شكل مضاعفات إلى جانب رمز المُرحِّل في المخطط. لم يُشر أيضاً إلى المُرحلات التي تعمل بالتيار المستمر لتحديد ذلك.
يُلزم إظهار الأقطاب الصحيحة في المُرحلات المُستقطَبة باستعمال + و - على نهايات الوشائع. ويفهم هذا على أن الجهد المُطبق حسب القطبية المُحدَدة يُسبب حركة المحور نحو التلامس الظاهر قرب الوشيعة في المخطط. إذا كانت نهايات المُرحِّل مرقَّمة، فيلزم إظهار الأرقام في الرمز أيضاً.
| الرقم التسلسلي | أيقونة الرمز      | الاسم باللغة العربية                            | الاسم باللغة الإنكليزية                        | ملاحظات |
| -------------- | ----------------- | ----------------------------------------------- | ---------------------------------------------- | --- |
| 4.30.1         |                   | أساس                                            | Basic                                          | - |
| 4.30.2         |                   | -                                               | -                                              | مثال تطبيقي: مُرحِّل مع تلامسات انتقال.                                                                                    |
| 4.30.2         |                   | -                                               | -                                              | مثال تطبيقي: مُرحِّل مع تلامسات انتقال.                                                                                    |
| 4.30.2         |                   | -                                               | -                                              | مثال تطبيقي: مُرحِّل مع تلامسات انتقال.                                                                                    |
| 4.30.2         |                   | -                                               | -                                              | - مثال تطبيقي: مُرحِّل مع تلامسات انتقال. - النجمة ليست جُزءاً من الرمز، ويلزم استبدالها دائماً بوصف الجهاز الذي يمثله الرمز. |
| 4.30.3         |                   | -                                               | -                                              | مثال تطبيقي: مُرحِّل مُستقطَب مع تلامسات انتقال.                                                                             |
| 4.30.3         |                   | -                                               | -                                              | مثال تطبيقي: مُرحِّل مُستقطَب مع تلامسات انتقال.                                                                             |
| 4.30.4         |                   | -                                               | -                                              | مثال تطبيقي: مُرحِّل هامشي مُستقطَب (دون تحييز) مع تلامسات انتقال.                                                           |
| 4.30.5         | مُرحِّل، مُشغَّل حرارياً | مُرحِّل، مُشغَّل حرارياً                               | Relay, thermally operated                      | |
| 4.30.5.1       |                   | تشغيل جهاز بواسطة مرحل مُشغَّل حرارياً              | Activating device for thermally operated relay | - يمكن إظهار التأخير الزمني أيضاً. - يمكن إظهار التلامسات بشكل منفصل عن الجهاز المُشغَّل.                                   |
| 4.30.5.1       |                   | تشغيل جهاز بواسطة مرحل مُشغَّل حرارياً              | Activating device for thermally operated relay | - يمكن إظهار التأخير الزمني أيضاً. - يمكن إظهار التلامسات بشكل منفصل عن الجهاز المُشغَّل.                                   |
| 4.30.5.2       |                   | مع إظهار تلامسات مفتوحة في الوضع الطبيعي        | With normally open contacts shown              | - |
| 4.30.5.2       |                   | مع إظهار تلامسات مفتوحة في الوضع الطبيعي        | With normally open contacts shown              | - |
| 4.30.5.3       |                   | مع إظهار تلامسات انتقال                         | With transfer contacts shown                   | - |
| 4.30.6         |                   | مُرحِّل حراري، نوع وحيد الاستعمال لا يُعاد استعماله | Thermal relay, one-time type, not reusable     | مع إظهار تلامسات مفتوحة في الوضع الطبيعي.                                                                               |

## مفاتيح عطالة (مُشغَّلة بالتباطؤ المفاجئ)
مفتاح عطالة (بالإنجليزية: Inertia Switch)
| الرقم التسلسلي | أيقونة الرمز | الاسم باللغة العربية                | الاسم باللغة الإنكليزية                          | ملاحظات                                          |
| -------------- | ------------ | ----------------------------------- | ------------------------------------------------ | ------------------------------------------------ |
| 4.31           |              | مفتاح عطالة (مُشغَّل بالتباطؤ المفاجئ) | Inertia Switch (operated by sudden deceleration) | يستعمل هذا الرمز في مخططات تطبيقات الفضاء الجوي. |

## مفاتيح زئبق
مفتاح زئبق (بالإنجليزية: Mercury Switch)
| الرقم التسلسلي | أيقونة الرمز        | الاسم باللغة العربية                 | الاسم باللغة الإنكليزية                  | ملاحظات |
| -------------- | ------------------- | ------------------------------------ | ---------------------------------------- | ------- |
| 4.32.1         | تمييز بين المستويات | تمييز بين المستويات                  | Leveling                                 |         |
| 4.32.1.1       |                     | ثلاثي النهايات                       | Three terminal                           | -       |
| 4.32.1.2       |                     | رباعي النهايات                       | Four terminal                            | -       |
| 4.32.2         |                     | مع قطع عند التسارع (رباعي النهايات). | With acceleration cutoff (four terminal) | -       |

## مفتاح مشغل بعليبة لا سائلية (ضغط الهواء)
مفتاح مشغل بعليبة لا سائلية (بالإنجليزية: Aneroid Capsule Operated Switch)
| الرقم التسلسلي | أيقونة الرمز | الاسم باللغة العربية                     | الاسم باللغة الإنكليزية                        | ملاحظات |
| -------------- | ------------ | ---------------------------------------- | ---------------------------------------------- | ------- |
| 4.31           |              | مفتاح مُشغَّل بعُلَيبة لا سائلية (ضغط الهواء) | Aneroid Capsule (air pressure) Operated Switch | -       |

## هوامش
1. أبعاد هذا الرسم مغايرة للأبعاد القياسية، أي 100x100 بكسل، وهي 100x125 بكسل.
2. أبعاد هذا الرسم مغايرة للأبعاد القياسية وهي 100x138 بكسل.
3. أبعاد هذا الرسم مغايرة للأبعاد القياسية وهي 110x130 بكسل.
4. أبعاد هذا الرسم مغايرة للأبعاد القياسية وهي 100x140 بكسل.
5. أبعاد هذا الرسم مغايرة للأبعاد القياسية وهي 110x110 بكسل.
6. أبعاد هذا الرسم مغايرة للأبعاد القياسية وهي 100x135 بكسل.
7. أبعاد هذا الرسم مغايرة للأبعاد القياسية وهي 120x125 بكسل.
8. أبعاد هذا الرسم مغايرة للأبعاد القياسية وهي 100x130 بكسل.
9. أبعاد هذا الرسم مغايرة للأبعاد القياسية وهي 120x220 بكسل.
10. أبعاد هذا الرسم مغايرة للأبعاد القياسية وهي 100x130 بكسل.
11. أبعاد هذا الرسم مغايرة للأبعاد القياسية وهي 100x135 بكسل.
12. أبعاد هذا الرسم مغايرة للأبعاد القياسية وهي 100x135 بكسل.

## وصلات خارجية
- صفحة المعيار على موقع معهد مهندسي الكهرباء والإلكترونيات. (التسجيل مطلوب)